# Lotosowce
Lotosowce (Nelumbonales Willk. & Lange) – rząd roślin wodnych wyróżniany w niektórych systemach klasyfikacyjnych roślin okrytonasiennych (np. w systemie Reveala 1994–1999 i 2007 oraz w systemie Takhtajana 1997). Obejmuje zawsze tylko jedną rodzinę jedną rodzinę – lotosowatych. W innych systemach zakładających mniejsze rozdrabnianie rang taksonomicznych (np. APG II z 2003 i APweb od 2001) lotosowate łączone są z siostrzanymi rodzinami (srebrnikowate i platanowate) w rząd srebrnikowców. 

## Systematyka

### System Reveala(1994–1999)[2]
Klasa: Piperopsida
Podklasa: Nelumbonidae Takht. (1997)
Nadrząd: Nelumbonanae Takht. ex Reveal (1992)
Rząd: Nelumbonales Nakai ex Reveal (1996) – lotosowce
Rodzina: Nelumbonaceae (DC.) Dumort., nom. cons. (1829) – lotosowate

### System APG II(2003)
Rząd nie wyróżniony. Rodzina lotosowatych, po odkryciu jej pokrewieństwa z platanowatymi Platanaceae oraz srebrnikowatymi Proteaceae umieszczona została we wspólnym z tymi taksonami rzędzie srebrnikowców Proteales.